# Districte d'Unna
El districte d'Unna (en alemany Kreis Unna) és un districte alemany de Rin del Nord-Westfàlia. Els districtes veïns són Coesfeld, la ciutat de Hamm, els districtes de Soest i Märkischer Kreis, les ciutats de Hagen i Dortmund, i el districte de Recklinghausen.

## Història
L'àrea de l'actual districte d'Unna antigament formava part del Comtat de Mark, el qual més tard pertanyé a Prússia. El 1753 el govern local fou reformat, creant el primer districte de Hamm. Durant l'ocupació francesa del període napoleònic va ser inclòs al departament de Ruhr si bé un cop tornà a ser sota el domini de Prússia, es va tornar a crear el districte de Hamm, amb algunes variacions.
El 1901 Hamm esdevingué un autoritat urbana per ell mateix, però el districte en va mantenir el nom, i l'administració d'Unna romangué a Hamm fins al 1929. Aquell any l'administració es va traslladar a Unna i es va adoptar el seu nom per reflectir la localització del nou centre administratiu. Altres canvis posteriors, l'últim del qual es produí el 1975, afegiren al districte els municipis de Lünen, Schwerte, Selm i Werne, conformant el districte com és avui en dia.

## Geografia
Geogràficament el districte d'Unna ocupa l'àrea a l'est de Dortmund, marcant així la punta oriental de la Regió del Ruhr. El riu Ruhr i el riu Lippe passen pel territori.

## Municipis

Municipis del districte d'Unna

- Bergkamen.
- Fröndenberg.
- Kamen.
- Lünen.
- Schwerte.
- Selm.
- Unna.
- Werne.
- Bönen.
- Holzwickede.